# Sheila Cornell
Pour les articles homonymes, voir Cornell.
Sheila Cornell, née le 26 février 1962 à Encino, est une joueuse de softball américaine. Double championne olympique aux Jeux olympiques d'Atlanta et aux Jeux olympiques de Sydney, elle évolue dans le champ intérieur en première base.

## Biographie
Sheila Cornell joue pour l'équipe universitaire des Bruins d'UCLA et remporte deux titres nationaux de la NCAA. Joueuse historique de l'équipe américaine de la fin des années 1980 aux Jeux olympiques de Sydney en 2000, elle remporte d'abord les Jeux panaméricains 1987 et 1991. De nouveau victorieuse des Jeux panaméricains en 1995, elle est la meilleure frappeuse américaine du tournoi avec une moyenne au bâton de 58,1 %, dix-huit coups sûrs réussis dont trois triples et trois simples. Sélectionnée pour les Jeux olympiques d'Atlanta, elle frappe à 39,3 % avec onze coups sûrs dont trois coups de circuit pour marquer huit points pour l'équipe des États-Unis. Après avoir réussi un coup de circuit contre la Chine pour qualifier les Américains pour jouer les médailles, elle inscrit le premier point de la finale olympique, une nouvelle fois face à la Chine, avec un coup sûr alors que les bases sont pleines,. Mariée à Joel Douty en décembre 1996, elle devient Sheila Cornell-Douty.

## Palmarès
- Médaille d'or aux Jeux olympiques d'été de 1996 à Atlanta, États-Unis[4].
- Médaille d'or aux Jeux olympiques d'été de 2000 à Athènes, Grèce.
- Médaille d'or au championnat du monde de softball 1990 à Normal, États-Unis[5].
- Médaille d'or au championnat du monde de softball 1994 à St. John's, Canada[6].
- Médaille d'or au championnat du monde de softball 1998 à Fujinomiya, Japon[7].
- Médaille d'or aux Jeux panaméricains 1987 à Indianapolis, États-Unis[1].
- Médaille d'or aux Jeux panaméricains 1991 à La Havane, Cuba[1].
- Médaille d'or aux Jeux panaméricains 1995 à Mar del Plata, Argentine[8].
- Médaille d'or aux Jeux panaméricains 1999 à Winnipeg, Canada[9].